# Konståret 1956

## Händelser

### Okänt datum
- Statlig utredning i Sverige förelår åtgärder mot hötorgskonsten [1].
- Konstnärsgruppen Prisma bildas i Finland.
- Museum of Arts and Design grundas i New York.

## Priser och utmärkelser
- Prins Eugen-medaljen tilldelas Stig Blomberg, skulptör, Sven Ivar Lind, arkitekt, och Emil Johanson-Thor, grafiker.

## Verk
- Helen Frankenthaler – Eden

## Utställningar

### Mars
- 28 mars - På utställningen Konkret realism i Liljevalchs konsthall i Stockholm visar Olle Baertling stora geometriska målningar med starka färger [2].

### April
- 27 april – Phases-medlemmen Jean-Pierre Dupreys första separata skulpturutställning äger rum på Galerie Furstenberg i Paris, där han ställer ut 17 skulpturer.

### Okänt datum
- Picassos Guernica och de 93 skisser som hör samman med målningen visas i exercishuset på Skeppsholmen samtidigt som lokalen byggdes om för att senare bli Moderna Museet. Utställningen genomfördes av Pontus Hultén och chefen för Nationalmuseums moderna avdelning, Bo Wennberg.

## Födda
- 5 januari – Mats Theselius, svensk inredningsarkitekt, konstnär och formgivare.
- 6 januari – Tove Adman, svensk formgivare, konstnär och skulptör.
- 5 februari – Alfredo Jaar, chilensk konstnär verksam i New York.
- 17 februari – Torbjörn Skogquist,  svensk konstnär och illustratör.
- 3 mars – Claes Bondelid, svensk kläddesigner.
- 22 april – Matts Leiderstam, svensk bildkonstnär.
- 21 maj – Lena Attar-Larson, svensk illustratör, grafiker och bildkonstnär.
- 14 juli – Inger Edelfeldt, svensk författare, illustratör och översättare.
- 21 juli – Ejnar Nielsen, dansk målare.
- 26 juli – Andy Goldsworthy, brittisk konstnär.
- 11 augusti – Roland Borén, svensk skulptör.
- 16 augusti – Peter Sitell, svensk glaskonstnär och målare.
- 13 oktober – Carl Michael von Hausswolff, svensk konstnär och tonsättare.
- 24 november – Anders Kappel, svensk bildkonstnär.
- okänt datum – Ryōji Arai, japansk illustratör.
- okänt datum – Annika Eriksson, svensk konstnär.
- okänt datum – Helena Ferm svensk bildkonstnär och lärare i olje- och akvarellmålning.
- okänt datum – Robert Nyberg, svensk tecknare.
- okänt datum – Monika Nyström, svensk konstnär.
- okänt datum – Thomas Stålberg, svensk illustratör och författare.
- okänt datum – Mats Åkerman, svensk konstnär.

## Avlidna
- 13 april – Emil Nolde (född 1867), tysk expressionistisk målare.
- 18 maj – Martha Rydell-Lindström (född 1878), svensk författare, journalist och konstnär.
- 8 juni – Marie Laurencin (född 1883), fransk målare och grafiker.
- 9 juni – Antonin Lustikh, (född 1889), svensk tecknare och målare.
- 21 juli – Ejnar Nielsen, dansk målare.

### Fotnoter
1. ↑  Sverige 1900-talet – Från kungatavla till idolposter, NE, Bra Böcker, 2000
2. ↑  Hundra år i Sverige - 1956, Hans Dahlberg, Albert Bonniers, 1999